# 고타 (신화)
고타, 고타테 (Gota , Gototė)는 마테우스 프레토리우스가 언급한 리투아니아 신화에서 소를 관장하는 여신이다. 소가 낳은 첫째 수소는 여신에게 제물로 바쳐 어떤 의식에서 먹었다고 한다. 이름은 소를 의미하는 라트비아어 "gothina"에서 파생되었다 .

## 참고 문헌
1. ↑  Gota. Mitologijos enciklopedija, 2 tomas. Vilnius. Vaga. 1999. 280 p.